# بطولة العالم للجودو 2022
بطولة العالم للجودو لعام 2022 في مدينة طشقند عاصمة أوزبكستان. بتنظيم من الاتحاد الدولي للجودو في الفترة من 6 إلى 13 أكتوبر 2022. 